# Daewoo Tico
Daewoo Tico (в латиноамериканских странах Daewoo Fino) — городской автомобиль южнокорейской компании Daewoo. Выпускался с 1991  по 2004 год; в Польше и Румынии до 2001 года; в Узбекистане на автомобильном заводе UzDaewooAuto с 1996 по 2004 год. Tico построен на базе Suzuki Alto 3 поколения 1988 модельного года. Автомобиль оснащался карбюраторным бензиновым двигателем объёмом 796 см³ с 5-ступенчатой механической или 3-ступенчатой автоматической коробкой передач. Автомобили, производившиеся в Узбекистане, оснащались только механической КПП. Всего на заводе в Асаке был произведен 90 061 автомобиль Tico.

## История модели
Daewoo Tico — компактный городской автомобиль, созданный в 80-х годах на базе Suzuki Alto 3-го поколения, образца 1988 года. Производство в Корее началось в 1991 году. Автомобиль Tico активно предлагался на рынках Восточной Европы и Азии, производился на заводах Daewoo в Польше и Румынии, а с 1996 года — и в Узбекистане. Также поставлялся в Перу под названием Daewoo Fino. В связи с выпуском на его базе обновленной модели Daewoo Matiz, выпуск Tico в Корее был прекращён.
С началом производства Daewoo Tico в Узбекистане автомобиль поставлялся на рынок России. Однако на российском рынке Tico не пользовался большой популярностью, несмотря на то, что на тот период это был самый дешёвый автомобиль из модельного ряда Daewoo и одна из наиболее дешёвых иномарок, продававшаяся в России.
С 2001 года выпуск автомобиля прекращён на заводах в Восточной Европе, а с 2004 года и в Узбекистане.
На технической базе автомобиля Tico был построен автомобиль Daewoo Matiz.